# Smolnik (Sanok)
Pour les articles homonymes, voir Smolnik.
Smolnik est une localité polonaise de la gmina de Komańcza, située dans le powiat de Sanok en voïvodie des Basses-Carpates.